# 艾華路·華迪路
阿尔瓦罗·華迪路·西富恩特斯（西班牙語：Álvaro Vadillo Cifuentes，1994年9月12日—）是西班牙職業足球運動員，司職翼鋒。現效力於西乙球隊費羅爾。

## 榮譽

### 俱乐部
西班牙人
- 西班牙足球乙级联赛冠军：2020-21[1]

## 外部連結
- Betis official profile （西班牙文）
- BDFutbol profile （页面存档备份，存于）
- Futbolme profile （页面存档备份，存于） （西班牙文）
- Lapreferente profile （页面存档备份，存于） （西班牙文）
- Soccerway資料庫：艾華路·華迪路